# The Hazards of Helen
Pour plus de détails, voir Fiche technique et Distribution.
The Hazards of Helen est un serial muet américain réalisé par J.P. McGowan, James Gunnis Davis et Walter Morton, produit par la Kalem Company, sorti entre 1914 et 1917. 
Le premier épisode — Helen's Sacrifice, réalisé par J.P. McGowan — est sorti le 14 novembre 1914. Au total, 119 épisodes ont été tournés jusqu'en 1917. Le 119e et dfernier épisode — The Sidetracked Sleeper, tourné par Walter Morton — est sorti le 19 février 1917. Helen Holmes a joué le personnage d'Helen dans les 48 premiers épisodes sous la direction de J.P. McGowan. Ils ont quitté ensemble la série et ont été remplacés pour la suite de la série par Helen Gibson  et James Gunnis Davis en tant que réalisateur. Certains épisodes ont été tournés par Walter Morton.

## Fiche technique
- Titre original : The Hazards of Helen
- Réalisation : J.P. McGowan, James Gunnis Davis et Walter Morton
- Scénario : W. Scott Darling d'après une nouvelle de John Russell Corvell
- Société de production : Kalem Company
- Pays d'origine :  États-Unis
- Langue : film muet avec les intertitres en anglais
- Métrage d'un épisode : 300 mètres
- Métrage total de la série : 35 700 mètres
- Format : Noir et blanc — 35 mm — 1,33:1 — Muet
- Genre : Film dramatique, Film d'action, Thriller
- Durée moyenne d'un épisode : 10 minutes
- Durée totale de la série : 23 hr 48 min (1 428 min)
- Dates de sortie :
  -  États-Unis : entre le 14 novembre 1914 (1er épisode) et le 19 février 1917 (119e épisode)

## Distribution
- Helen Holmes : Helen (épisodes 1 à 48)
- Helen Gibson : Helen (épisodes 49 à 119)
- J.P. McGowan
- Ethel Clisbee
- Pearl Hoxie
- George A. Williams
- William Ehfe
- Paul Hurst
- Charles Wells
- Jack Hoxie
- Leo D. Maloney
- M.J. Murchison
- R.S. Antibus
- George Routh
- Hoot Gibson
- Richard Johnson
- Elsie MacLeod
- Anna Q. Nilsson: Helen (épisode 18)
- Scott Pembroke
- A. Edward Sutherland